# Lisa Kudrow
Lisa Valerie Kudrow, ameriška filmska ter televizijska igralka, komedijantka in producentka, * 30. julij 1963,  Los Angeles, Kalifornija, Združene države Amerike.
Lisa Kudrow je postala svetovno znana s komično televizijsko serijo Prijatelji, za katero je prejela veliko nagrad, med drugim tudi emmyja in dve nagradi Screen Actors Guild Awards.
Po Prijateljih je Kudrowova pričela pisati, producirati in igrati v HBO-jevi seriji The Comeback, trenutno pa igra v televizijski seriji Web Therapy, katere druga sezona se predvaja na Showtimeu. Za igranje v tej seriji je leta 2012 prejela nominacijo za emmyja za izstopajoč kratek zabavni televizijski program. Je tudi producentka NBC-jeve dokumentarne serije Družinsko drevo; za serijo je bila leta 2012 nominirana za emmyja za izstopajočo resničnostno serijo.
Poleg njenega dela za televizijo je zaigrala v filmih, kot so Prijateljici (1997), The Opposite of Sex (1998), Analiza pa taka (1999), Dr. Dolittle 2 (2001), Srečen konec (2005), P.S. Ljubim te (2007), Bandslam (2008), Hotel za pse (2009) in Lahka punca (2010).
Za svoja dela je bila Lisa Kudrow nominirana za devet emmyjev, dvanajst nagrad Screen Actors Guild Award in zlati globus.

## Zgodnje življenje
Lisa Valerie Kudrow se je rodila v  Los Angelesu, Kalifornija, Združene države Amerike kot hči Nedre S. (roj. Stern), turistične agentke, in dr. Leeja N. Kudrowa (roj. 1933), specialista za glavobole in splošnega zdravnika. Ima starejšo sestro, Helene Marlo (roj. 1960), ter starejšega brata, nevrologista Davida B. Kudrowa (roj. 1957) iz Santa Monice. Vzgojena je bila v judovski družini srednjega razreda. Njeni predniki so se v Združene države Amerike preselili iz Belorusije, kjer so živeli v majhni vasici Ilyi v bližini Minska; njena prababica je bila žrtev holokavsta.
Lisa Kudrow se je šolala na osnovni šoli Portola v Tarzani, Kalifornija. Leta 1979 je imela pri šestnajstih operacijo, s katero je zmanjšala velikost svojega nosu. Maturirala je na srednji šoli Taft v Woodland Hillsu, Kalifornija. Diplomirala je iz biologije na kolidžu Vassar in nameravala slediti svojemu očetu ter raziskovati glavobole. Osem let je bila ena od uslužbenk, ki jih je najel njen oče, nato pa se je odločila pričeti z igralsko kariero; v tem času je s svojimi raziskavami odkrila, da imajo levičarji večje možnosti za razvoj napetostnega glavobola.

## Kariera
Ob spodbudi njenega prijatelja iz otroštva, komedijanta Jona Lovitza je Kudrowova pričela s svojo kariero kot komedijantka oziroma članica skupine The Groundlings. Za kratek čas je sodelovala s Conanom O'Brienom in režiserjem Timom Hillmanom pri improvizacijski komični skupini Unexpected Company. Bila je tudi edina stalna članica skupine Transformers Comedy Troupe.
Zaigrala je v NBC-jevi situacijski komediji Cheers. Leta 1990 je odšla na avdicijo za Saturday Night Live, a namesto nje je vlogo, za katero se je preizkusila, dobila Julia Sweeney. Med letoma 1992 in 1993 je igrala stransko vlogo Kathy Fleisher v treh epizodah prve sezone situacijske komedije Boba Newharta, Bob na CBS-ju. Ta lik je prvič upodobila v finalu Newhartove veliko uspešnejše serije Newhart. Preden je zaigrala v Prijateljih se je pojavila v vsaj dveh ne tako uspešnih serijah, in sicer leta 1989 v NBC-jevi Just Temporary (naslovljeni tudi Temporarily Yours), kjer je zaigrala Nicole, in leta 1990 v CBS-jevi Close Encounters (poznani tudi pod imenom Matchmaker), kjer je zaigrala srednješolko.
Kudrowova je dobila vlogo Roz Doyle v seriji Fraiser, vendar so jo nazadnje zamenjali s Peri Gilpin že med snemanjem prve epizode. Leta 2000 je o tem dogodku dejala, da je že na vajah »vedela, da to ne bo šlo. Čutila sem, da izgubljam nadzor, zato sem pričela zganjati paniko, kar pa je stvari le še poslabšalo.« Njena prva stranska televizijska vloga je bila vloga Ursule Buffay, ekcentrične natakarice v seriji Mad About You. Ta lik je zaigrala tudi v seriji Prijatelji, kjer je sicer igrala Ursulino dvojčico Phoebe, ki se ukvarja z masažno terapijo.
Za svojo vlogo Phoebe Buffay v NBC-jevi seriji Prijatelji, kjer je igrala med letoma 1994 in 2004 je Kudrowova leta 1998 dobila emmyja za izstopajočo stransko igralko v komični seriji. Leta 2005 je Guinnessova knjiga rekordov poročala, da je Lisa Kudrow skupaj s svojimi soigralci iz serije, Jennifer Aniston in Courteney Cox, postala najbolje plačana televizijska igralka vseh časov, saj so vse tri za eno epizodo Prijateljev devete in desete sezone prejele po 1 milijon $.
Lisa Kudrow je zaigrala v filmih, kot so Prijateljici, Hanging Up, Marci X, Analiza pa taka in nadaljevanje slednjega, Mafijski blues. Poleg tega je zaigrala v mnogih dramah, med drugim v biografskem filmu Wonderland o pokojnem pornografskem igralcu Johnu Holmesu. Dramske vloge je zaigrala tudi v delih Dona Roosa v filmih The Opposite of Sex in Srečen konec. Leta 2008 je poleg Emme Roberts in Jakea T. Austina zaigrala v filmu Hotel za pse.
Lisa Kudrow je nekajkrat svoj glas posodila tudi različnim likom v animiranih serijah; med drugim je zaigrala Afrodito v Hercules: The Animated Series in učenko osnovne šole Springfield, Alexandro Whitney, v Simpsonovih. Glas je posodila tudi medvedki Avi v filmu Dr. Dolittle 2 in božičnemu duhu v božični specijalki serije American Dad, podnaslovljeni The Best Christmas Story Never Told. Upodobila je tudi protagonistko HBO-jeve serije The Comeback, Valerie Cherish, ki je govorila o poskusih propadle zvezde situacijskih komedij do ponovnega vzpona v njeni karieri. Serija je izšla 5. junija 2005 in pri ustvarjanju slednje je sodelovala tudi kot scenaristka, producentka in so-ustvarjalka. Za svoje delo pri seriji The Comeback je bila nagrajena z emmyjem za izstopajočo glavno igralko v komični seriji. Zaigrala je v Nintendovih reklamah za Personal Trainer: Cooking poleg svoje nečakinje in za Professor Layton and the Curious Village poleg Lynn Brown Kogen.
Kudrowova je za NBC producirala ameriško različico britanske televizijske serije Družinsko drevo. V seriji slavni ljudje odkrivajo svoje korenine. V prvi epizodi je nastopila Lisa Kudrow sama in svoje korenine iskala v vzhodni Evropi, kjer je odkrila, da je njena prababica umrla v holokavstu. Ta epizoda je izšla 19. marca 2010.
Kudrowova je tudi ena izmed ustvarjalcev komične spletne serije Web Therapy za Lstudio.com. Improvizirana komična serija, ki je na spletu pričela izhajati leta 2008, si je prislužila veliko nominacij za nagrado Webby; med drugim je bila za nagrado v kategoriji za »izstopajoč komični nastop« nominirana tudi Kudrowova sama, ki v seriji igra psihoterapevtko Fiono Wallice, ki s svojimi pacienti komunicira preko triminutnih sej na iChatu. Julija 2011 so serijo obnovili in jo pričeli predvajati na Showtimeu v obliki polurnih epizod.
Lisa Kudrow je ponovno sodelovala s Courteney Cox pri snemanju serije Dobra mačka leta 2009. V epizodi, ki je izšla novembra 2009, je zaigrala dermatologinjo glavnega lika (Jules), ki postane zasvojena z njenimi zelo hitrimi deli. V njen lik se v tej epizodi zaljubi Julesin bivši mož, Bobby, ki ga igra Brian Van Holt.

## Zasebno življenje
27. maja 1995 se je Lisa Kudrow poročila z Michelom Sternom, francoskim producentom reklam. 7. maja 1998 se jima je rodil sin Julian Murray. Njena nosečnost je bila vključena v četrto in peto sezono serije Prijatelji, kjer je njen lik, Phoebe, svojemu bratu in njegovi ženi kot nadomestna mati rodila trojčke, saj sama nista mogla imeti otrok.

## Filmografija

### Filmi
| Leto | Naslov                               | Vloga                           | Opombe                                   |
| ---- | ------------------------------------ | ------------------------------- | ---------------------------------------- |
| 1989 | L.A on $5 a Day                      | Čarovnica                       |                                          |
| 1989 | Married to the Mob                   |                                 |                                          |
| 1989 | Just Temporary                       | Nicole                          | Televizijski film                        |
| 1989 | Murder in High Places                | Gdč. Stich                      | Televizijski film                        |
| 1991 | To the Moon, Alice                   | Prijateljica poskočnega dekleta | Televizijski film                        |
| 1991 | The Unborn                           | Louisa                          |                                          |
| 1992 | Dance with Death                     | Millie                          |                                          |
| 1992 | In the Heat of Passion               | Bankirka                        | alias Heat of Passion                    |
| 1994 | In the Heat of Passion 2: Unfaithful | Bankirka                        |                                          |
| 1995 | The Crazysister                      | Adrian Wexler-Jones             |                                          |
| 1996 | Mother                               | Linda                           |                                          |
| 1997 | Prijateljici                         | Michele Weinberger              |                                          |
| 1997 | Clockwatchers                        | Paula                           |                                          |
| 1997 | Hacks                                | Bralka                          |                                          |
| 1998 | The Opposite of Sex                  | Lucia DeLury                    |                                          |
| 1999 | Analiza pa taka                      | Laura MacNamara Sobel           |                                          |
| 2000 | Hanging Up                           | Maddy Moell                     |                                          |
| 2000 | Lucky Numbers                        | Crystal                         |                                          |
| 2001 | All Over the Guy                     | Marie                           |                                          |
| 2001 | Dr. Dolittle 2                       | Ava                             | Glas                                     |
| 2002 | Bark!                                | Dr. Darla Portnoy               |                                          |
| 2002 | Mafijski blues                       | Laura Sobel                     |                                          |
| 2003 | Marci X                              | Marci Field                     |                                          |
| 2003 | Wonderland                           | Sharon Holmes                   |                                          |
| 2005 | Srečen konec                         | Mamie                           |                                          |
| 2007 | Kabluey                              | Leslie                          |                                          |
| 2007 | P.S. Ljubim te                       | Denise                          |                                          |
| 2009 | Hotel za pse                         | Lois Scudder                    |                                          |
| 2009 | Powder Blue                          | Sally                           | Televizijski film                        |
| 2009 | Paper Man                            | Claire Dunn                     |                                          |
| 2009 | Bandslam                             | Karen Burton                    |                                          |
| 2010 | Lahka punca                          | Mrs. Griffith                   |                                          |
| 2011 | The Other Woman                      | Carolyne                        | alias Love and Other Impossible Pursuits |
| 2011 | Ten Year                             | Gdč. Molly                      |                                          |
| 2013 | Miss You Already                     | Danielle                        |                                          |

### Televizija
| Leto         | Naslov                           | Vloga                       | Opombe                                                     |
| ------------ | -------------------------------- | --------------------------- | ---------------------------------------------------------- |
| 1989         | Cheers                           | Emily                       | Epizoda: »Two Girls for Every Boyd«                        |
| 1990         | Newhart                          | Sada                        | Epizoda: »The Last Newhart«                                |
| 1990         | Life Goes On                     | Stella                      | Epizoda: »Becca and the Band«                              |
| 1992         | Room for Two                     | Woman in Black              | Epizoda: »Not Quite... Room for Two«                       |
| 1993–1999    | Mad About You                    | Ursula Buffay               | 23 epizod                                                  |
| 1993         | Flying Blind                     | Amy                         | Epizoda: »My Dinner with Brad Schimmel«                    |
| 1993         | Bob                              | Kathy Fleisher              | 3 epizod                                                   |
| 1993–1994    | Coach                            | Lauren                      | 2 epizod                                                   |
| 1994–2004    | Prijatelji                       | Phoebe Buffay/Ursula Buffay | 236 epizod                                                 |
| 1996         | Hope & Gloria                    | Phoebe Buffay               | Epizoda: »A New York Story«                                |
| 1996         | Duckman: Private Dick/Family Man | Študentka (voice)           | Epizoda: »The One with Lisa Kudrow in a Small Role«        |
| 1996         | Saturday Night Live              | Voditeljica                 | Epizoda: »Lisa Kudrow/Sheryl Crow«                         |
| 1997         | Dr. Katz, Professional Therapist | Lisa (voice)                | Epizoda: »Reunion«                                         |
| 1998         | Simpsonovi                       | Alex Whitney (glas)         | Epizoda: »Lard of the Dance«                               |
| 1998–1999    | Hercules: The Animated Series    | Afrodita (glas)             | 4 epizode                                                  |
| 2001         | Kraljev hrib                     | Marjorie Pittman (glas)     | Epizode: »The Exterminator«                                |
| 2001         | Blue's Clues                     | Dr. Stork (glas)            | Epizoda: »The Baby's Here!«                                |
| 2004–2005    | Father of the Pride              | Foo-Lin (glas)              | 2 epizodi                                                  |
| 2005         | The Comeback                     | Valerie Cherish             | 13 epizod; producentka in scenaristka                      |
| 2005         | Hopeless Pictures                | Sandy (glas)                | 2 epizodi                                                  |
| 2006         | American Dad!                    | Božični duh (glas)          | Epizoda: »The Best Christmas Story Never«                  |
| 2008 - danes | Web Therapy                      | Fiona Wallice               | Spletna serija; glavna igralka, producentka in scenaristka |
| 2010         | Dobra mačka                      | Dr. Amy Evans               | Epizoda: »Rhino Skin«                                      |
| 2010 - danes | Družinsko drevo                  | Ona                         | Epizoda: »Lisa Kudrow«; producentka                        |
| 2011 - danes | Web Therapy                      | Fiona Wallice               | TV serija; producentka in scenaristka                      |
| 2013         | Wendell and Vinnie               | Natasha                     | Epizoda: »Swindel & Vinnie«                                |

## Nagrade in nominacije
| Leto | Nagrada                                | Kategorija                                                                           | Naslov              | Rezultat     |
| ---- | -------------------------------------- | ------------------------------------------------------------------------------------ | ------------------- | ------------ |
| 1995 | Emmy                                   | Izstopajoča stranska igralka v komični seriji                                        | Prijatelji          | nominiran/aa |
| 1995 | Screen Actors Guild Award              | Izstopajoč nastop igralske zasedbe v komični seriji                                  | Mad About You       | nominiran/aa |
| 1996 | American Comedy Award                  | Najbolj zabavna stranska igralka v televizijski seriji                               | Prijatelji          | nominiran/aa |
| 1996 | Zlati globus                           | Najboljša stranska igralka v televizijski seriji, miniseriji ali televizijskem filmu | Prijatelji          | nominiran/aa |
| 1996 | Screen Actors Guild Award              | Izstopajoč nastop igralke v komični seriji                                           | Prijatelji          | nominiran/aa |
| 1996 | Screen Actors Guild Award              | Izstopajoč nastop igralske zasedbe v komični seriji                                  | Prijatelji          | Osvojil/aa   |
| 1997 | Emmy                                   | Izstopajoča stranska igralka v komični seriji                                        | Prijatelji          | nominiran/aa |
| 1998 | Emmy                                   | Izstopajoča stranska igralka v komični seriji                                        | Prijatelji          | Osvojil/aa   |
| 1998 | New York Film Critics Circle Award     | Najboljša stranska igralka                                                           | The Opposite of Sex | Osvojil/aa   |
| 1998 | Satellite Awards                       | Najboljša igralka v filmu, komediji ali muzikalu                                     | Prijateljici        | nominiran/aa |
| 1999 | American Comedy Award                  | Najbolj zabavna stranska igralka v televizijski seriji                               | Prijatelji          | nominiran/aa |
| 1999 | American Comedy Award                  | Najbolj zabavna stranska igralka v filmu                                             | The Opposite of Sex | nominiran/aa |
| 1999 | American Comedy Award                  | Najbolj zabavna gostovalna igralka v televizijski seriji                             | Mad About You       | nominiran/aa |
| 1999 | Chicago Film Critics Association Award | Najboljša stranska igralka                                                           | The Opposite of Sex | nominiran/aa |
| 1999 | Chlotrudis Award                       | Najboljša stranska igralka                                                           | The Opposite of Sex | Osvojil/aa   |
| 1999 | Emmy                                   | Izstopajoča stranska igralka v komični seriji                                        | Prijatelji          | nominiran/aa |
| 1999 | Independent Spirit Award               | Best Supporting Actress                                                              | The Opposite of Sex | nominiran/aa |
| 1999 | Online Film Critics Society Award      | Najboljša stranska igralka                                                           | The Opposite of Sex | nominiran/aa |
| 1999 | Screen Actors Guild Award              | Izstopajoč nastop igralke v komični seriji                                           | Prijatelji          | nominiran/aa |
| 1999 | Screen Actors Guild Award              | Izstopajoč nastop igralske zasedbe v komični seriji                                  | Prijatelji          | nominiran/aa |
| 2000 | American Comedy Award                  | Najbolj zabavna stranska igralka v televizijski seriji                               | Prijatelji          | nominiran/aa |
| 2000 | American Comedy Award                  | Najbolj zabavna igralka v televizijski specijalki                                    | Prijatelji          | nominiran/aa |
| 2000 | American Comedy Award                  | Najbolj zabavna stranska igralka v filmu                                             | Analiza pa taka     | nominiran/aa |
| 2000 | Emmy                                   | Izstopajoča stranska igralka v komični seriji                                        | Prijatelji          | nominiran/aa |
| 2000 | Screen Actors Guild Award              | Izstopajoč nastop igralke v komični seriji                                           | Prijatelji          | Osvojil/aa   |
| 2000 | Screen Actors Guild Award              | Izstopajoč nastop igralske zasedbe v komični seriji                                  | Prijatelji          | nominiran/aa |
| 2001 | American Comedy Award                  | Najbolj zabavna stranska igralka v televizijski seriji                               | Prijatelji          | nominiran/aa |
| 2001 | Emmy                                   | Izstopajoča stranska igralka v televizijski seriji                                   | Prijatelji          | nominiran/aa |
| 2001 | Satellite Award                        | Najboljša igralka v televizijski seriji, komediji ali muzikalu                       | Friends             | Osvojil/aa   |
| 2001 | Screen Actors Guild Award              | Izstopajoč nastop igralske zasedbe v komični seriji                                  | Prijatelji          | nominiran/aa |
| 2002 | Satellite Award                        | Najboljša igralka v televizijski seriji, komediji ali muzikalu                       | Prijatelji          | nominiran/aa |
| 2002 | Screen Actors Guild Award              | Izstopajoč nastop igralske zasedbe v komični seriji                                  | Prijatelji          | nominiran/aa |
| 2003 | Screen Actors Guild Award              | Izstopajoč nastop igralske zasedbe v komični seriji                                  | Prijatelji          | nominiran/aa |
| 2004 | Screen Actors Guild Award              | Izstopajoč nastop igralke v komični seriji                                           | Prijatelji          | nominiran/aa |
| 2004 | Screen Actors Guild Award              | Izstopajoč nastop igralske zasedbe v komični seriji                                  | Prijatelji          | nominiran/aa |
| 2006 | Emmy                                   | Izstopajoča glavna igralka v komični seriji                                          | The Comeback        | nominiran/aa |
| 2006 | Gracie Allen Award                     | Izstopajoča glavna igralka v komični seriji                                          | The Comeback        | Osvojil/aa   |
| 2006 | Satellite Award                        | Najboljša igralka v televizijski seriji, komediji ali muzikalu                       | The Comeback        | nominiran/aa |
| 2008 | Satellite Award                        | Najboljška igralka v televizijski seriji, komediji ali muzikalu                      | Kabluey             | nominiran/aa |
| 2009 | Streamy Award                          | Najboljša igralka v komični seriji                                                   | Web Therapy         | nominiran/aa |
| 2009 | Webby Award                            | Posebni dosežki: izstopajoč komičen nastop                                           | Web Therapy         | Osvojil/aa   |
| 2010 | Streamy Award                          | Najboljša igralka v spletni seriji                                                   | Web Therapy         | nominiran/aa |
| 2010 | Webby Award                            | Najboljši samostojen nastop                                                          | Web Therapy         | nominiran/aa |
| 2010 | Golden Derby TV Awards                 | Izstopajoča gostovalna igralka v komični seriji                                      | Dobra mačka         | nominiran/aa |
| 2011 | Webby Award                            | Najboljši samostojen nastop                                                          | Web Therapy         | Osvojil/aa   |
| 2012 | Emmy                                   | Izstopajoč kratek zabavni televizijski program                                       | Web Therapy         | nominiran/aa |
| 2012 | Emmy                                   | Izstopajoča resničnostna serija                                                      | Družinsko drevo     | nominiran/aa |